# Alfons IV d'Este
Alfons IV d'Este o Alfons IV de Mòdena (Mòdena, ducat de Mòdena, 13 de febrer de 1634 - íd. 16 de juliol de 1662) fou un membre de la casa d'Este que va esdevenir duc de Mòdena entre 1658 i 1662.

## Llinatge
Era fill del duc Francesc I de Mòdena i la seva primera muller, Maria Caterina Farnese. Fou net per línia paterna del duc Alfons III d'Este i Elisabet de Savoia, i per línia materna de Ranuccio I de Parma i Margarida Aldobrandini. Era germà de les princeses Isabel i Maria d'Este i per part de pare fou germà del també futur duc Reinaldo III d'Este.
Es casà el 13 de febrer de 1655 a la ciutat de Compiègne (Regne de França) amb Laura Martinozzi, neboda del Cardenal Mazzarino. D'aquesta unió nasqueren:
- Francesc d'Este (1657 - 1658)
- Maria de Mòdena (1658 - 1718), casada el 1673 amb el rei Jaume II d'Anglaterra
- Francesc II d'Este (1660 - 1694), duc de Mòdena

## Ascens al poder
A la mort del seu pare, ocorreguda l'octubre de 1658, fou nomenat duc de Mòdena, si bé el seu regnat durà tan sols quatre anys per la seva mala salut. Alfons IV morí a la ciutat de Mòdena el 1662, sent succeït pel seu fill Francesc II d'Este sota la regència de la seva mare.